# AB Landsverk

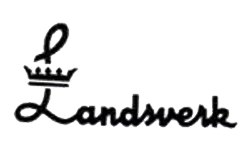
Znak firmowy

AB Landsverk – szwedzkie przedsiębiorstwo założone w 1872 roku jako Firman Petterson & Ohlsen. Fabryka w Landskronie produkowała m.in. wagony kolejowe, żurawie portowe i urządzenia rolnicze.
W późnych latach 20., kiedy przedsiębiorstwo znalazło się na skraju bankructwa, zostało doinwestowana (z pomocą holenderskiego pośrednika) przez niemiecką spółkę Gutehoffnungshütte Aktienverein für Bergbau und Hüttenbereich Oberhausen (GHH), która także przejęła 50% udziałów w AB Landsverk. W czasie II wojny światowej przedsiębiorstwo zaprojektowało i częściowo wyprodukowało większość czołgów dla armii szwedzkiej.